# 重庆湖广会馆
重庆湖广会馆，位于重庆市渝中区朝天门街道长滨路芭蕉园巷1号，东水门长江边。是禹王宫、齐安公所、广东公所等清初古建筑群及仿古新建筑群的统称。重庆湖广会馆是目前已知的位于中国城市中心区最大的古会馆建筑群，内设重庆湖广填四川移民博物馆。2006年5月25日被列為第六批全國重點文物保護單位。
巴蜀地区会馆主要是清代外省向四川大移民的产物。据考证，重庆的会馆多半创于康熙年间，兴于乾隆时期，盛于成同之际。历史上重庆在清初湖广填四川以后商业逐步紫然，吸引了外地大最商人进入重庆市场，尤其两湖和山西、陕西、福建、江西、云贵等省的商人。各商帮自乾隆时期就陆续在城里设立会馆。

## 建筑物
禹王宫，为从湖南、广东移民在明末清初湖广填四川时期的移民潮中移民到重庆的湖广人士所建，齐安公所为湖北黄州人士所建。

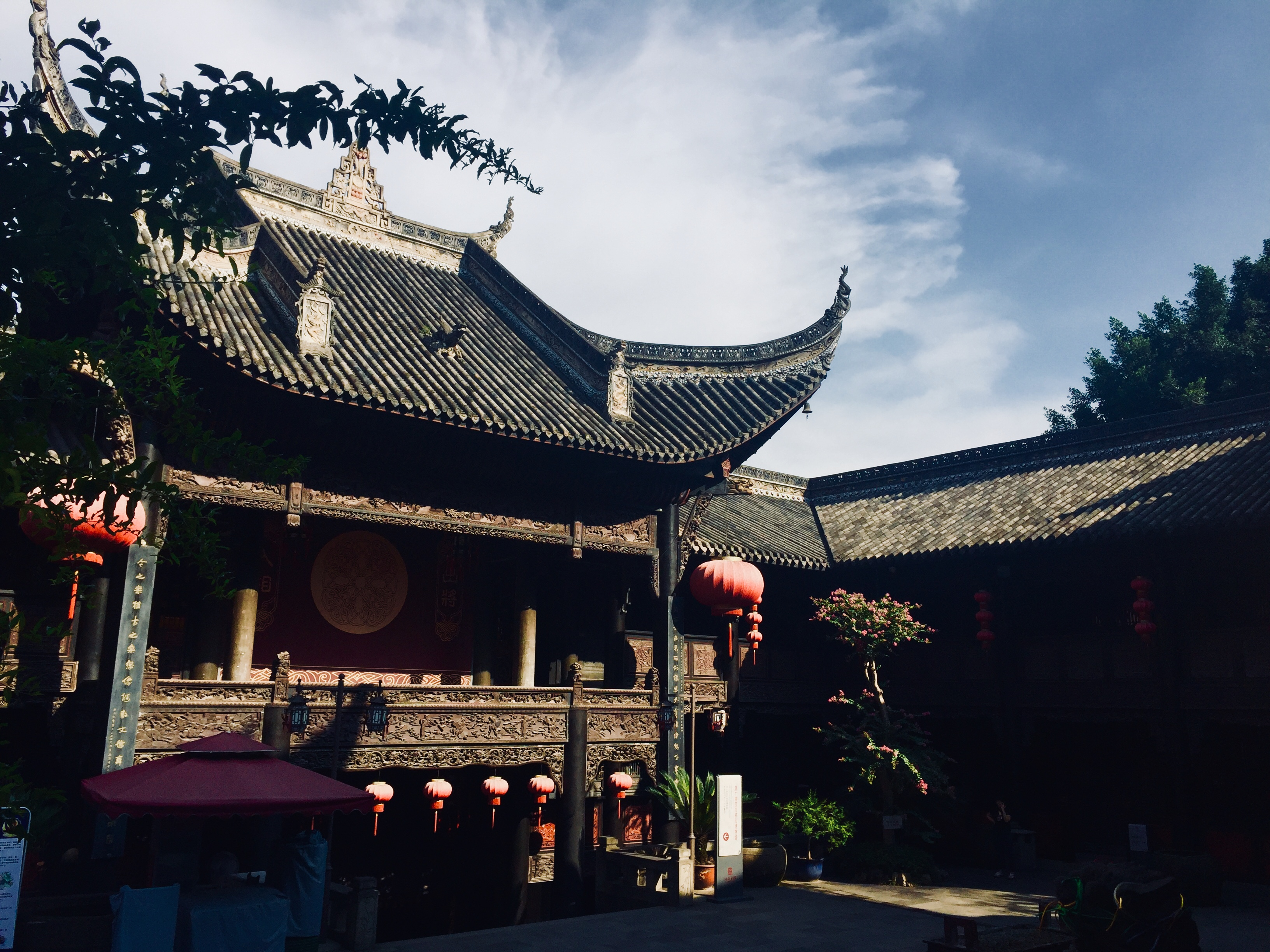
戏楼
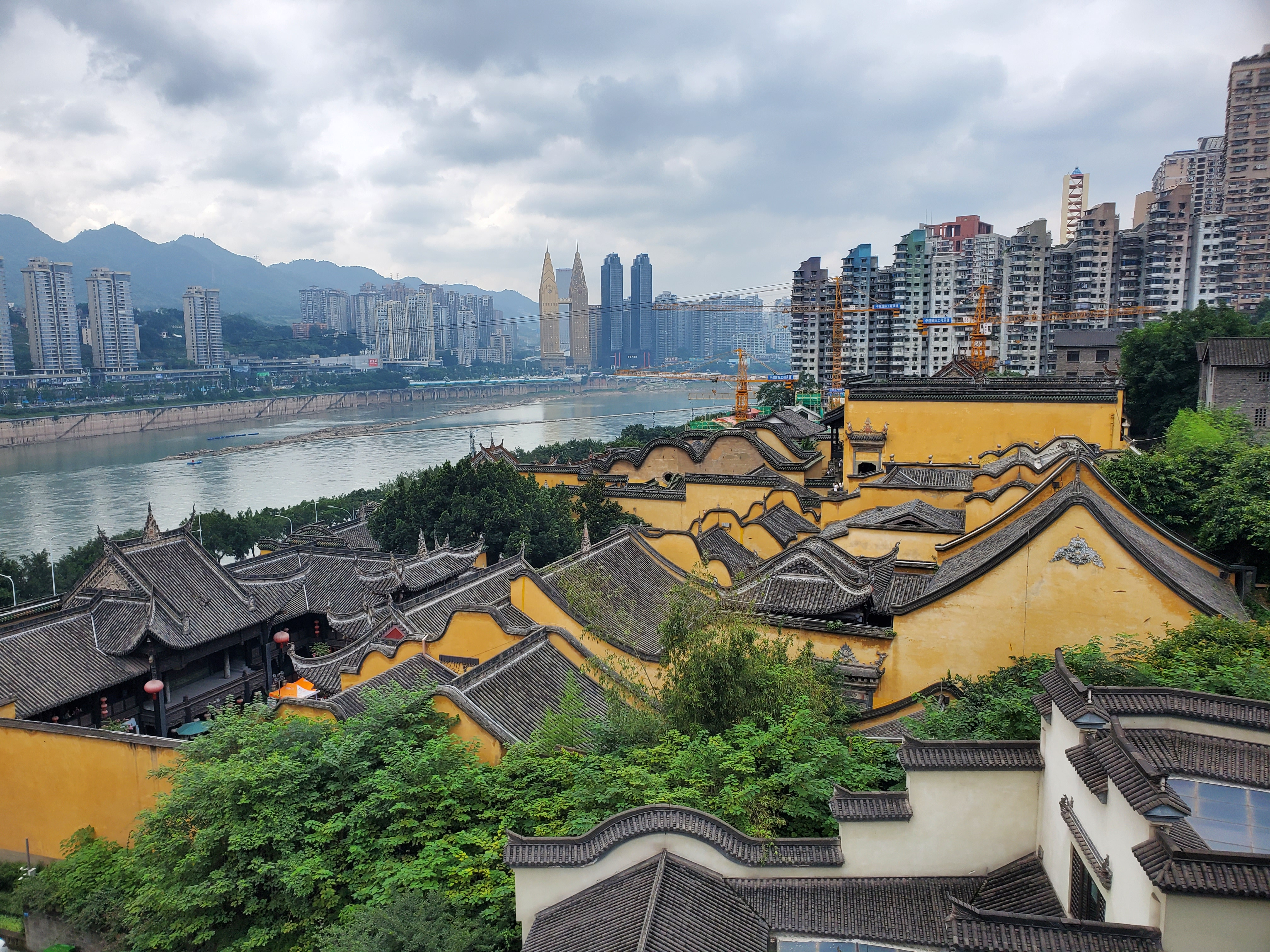
俯瞰湖广会馆建筑群
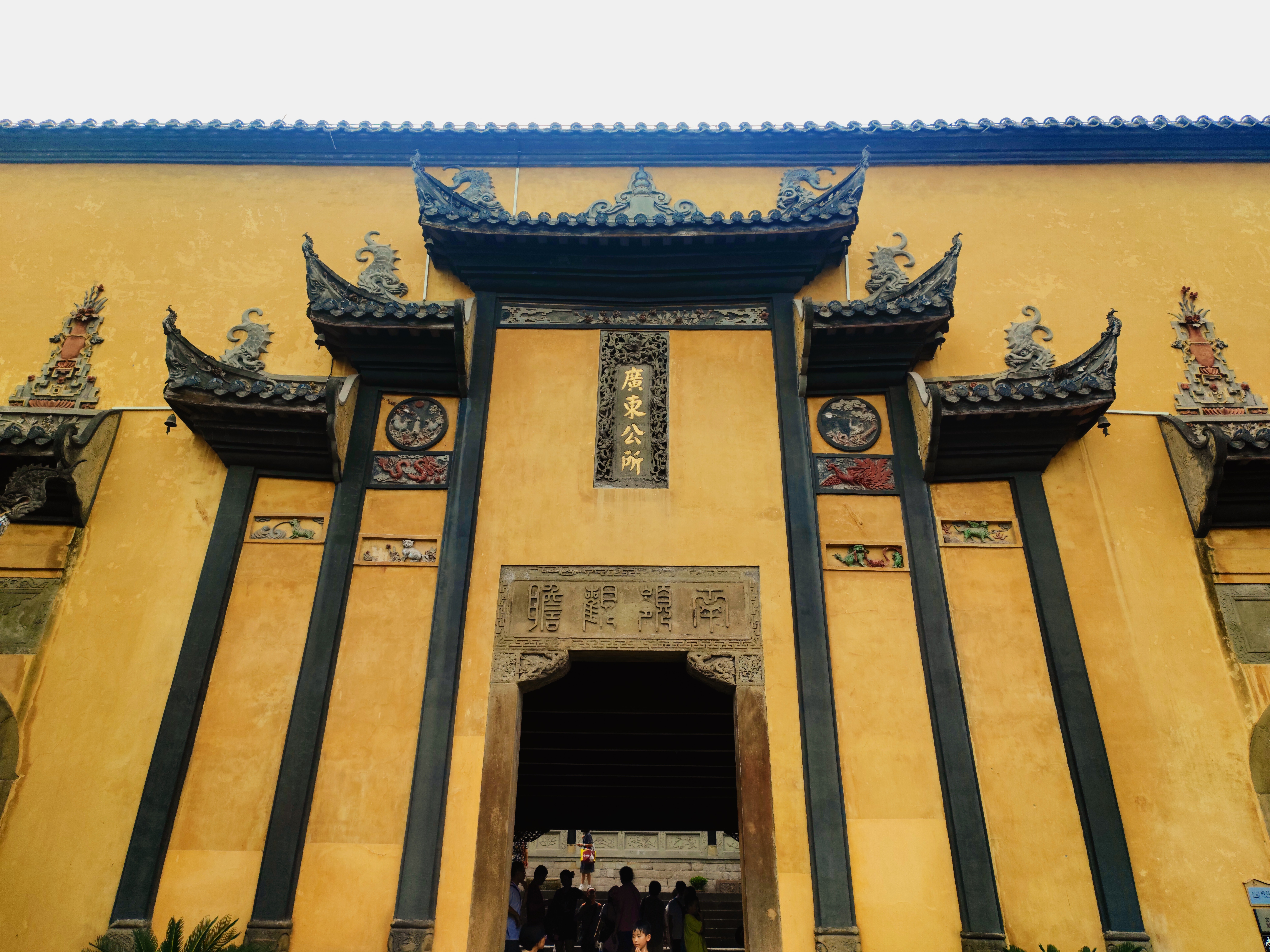
广东公所